# Bastarner
Bastarnerna var en folkgrupp vid nedre Donau som troligen hade germanskt ursprung. Under 100-talet f.Kr. var de allierade med Makedonierna och stred ofta under de kommande århundradena mot romarna. De hotade, tillsammans med skirer, den grekiska kolonin Olbia vid Svarta havet år 190 f.Kr. 
Bastarnerna var från omkring 200 f. Kr. bosatta vid Donaus nedre lopp, där de på uppdrag av de makedoniska kungarna Filip V och Perseus kämpade mot dardanerna. 168 f. Kr. förhandlade deras kung Clondicus med Perseus om förbund mot romarna, men underhandlingarna ledde inte till resultat. Senare kämpade bastarnerna mot romarna under Mithridates från 88 f. Kr. Under kejsar Neros tid utbröt oroligheter bland bastanerna; de deltog också i flera romersk-germanska strider.
Bastarnerna nämns senare tillsammans med flera andra folk som deltagare vid de stora attackerna vid Svarta havet under 100- och 200-talet e.Kr. innan de går upp i de storgermanska stammarna. En bild på en döende bastarn finns på en känd, bevarad lerkruka.
Bastarnerna fördrevs omkring 280 e. Kr. av goterna varpå de försvinner ur historien.